# Самарський острів

Генеральний план Катеринослава-Кільченського. Так острів виглядав до побудови греблі Дніпрогеса.

Самарський острів — острів на півночі Дніпра, обмежений на заході протокою Кримка, а на сході — Самарською затокою (утвореною Дніпровським водосховищем), що затопило вплив Кільчені у Самару від підняття рівня води греблею Дніпрогеса.
Довжина з півдня на північ — 5 км. Ширина зі сходу на захід — майже 2 км.
На півночі острову закладений перший Катеринослав, так званий Кільченський. Коли спроба не вдалася й місто перенесли на високий пагорб на правому березі Дніпра, то залишки колишнього міста віддали під німецьку колонію Йозефсталь (Йосипівка). Після переселення німців у Північну Америку в 1920-тих та підняття вод у 1930-тих роках село Йосипівка стало непридатним для помешкання. Мешканці оселилися на правому, західному березі Кримки, яку називають Самарівка. 
Північна частина острову зайнята дачними кооперативами. За генеральним планом забудови міста острів є резервною рекреаційною зоною. 
Перед підняттям вод на острові проводили археологічні розкопки. Тут виявили один із найдавніх степових ливарних комплексів, що належить квітянській культурі мідної доби.